# Prix Bob Morane
 (juillet 2024).
La mise en forme du texte ne suit pas les recommandations de Wikipédia : il faut le « wikifier ».
Les points d'amélioration suivants sont les cas les plus fréquents. Le détail des points à revoir est peut-être précisé sur la page de discussion.
- Les titres sont pré-formatés par le logiciel. Ils ne sont ni en capitales, ni en gras.
- Le texte ne doit pas être écrit en capitales (les noms de famille non plus), ni en gras, ni en italique, ni en « petit »…
- Le gras n'est utilisé que pour surligner le titre de l'article dans l'introduction, une seule fois.
- L'italique est rarement utilisé : mots en langue étrangère, titres d'œuvres, noms de bateaux, etc.
- Les citations ne sont pas en italique mais en corps de texte normal. Elles sont entourées par des guillemets français : « et ».
- Les listes à puces sont à éviter, des paragraphes rédigés étant largement préférés. Les tableaux sont à réserver à la présentation de données structurées (résultats, etc.).
- Les appels de note de bas de page (petits chiffres en exposant, introduits par l'outil «  Source ») sont à placer entre la fin de phrase et le point final[comme ça].
- Les liens internes (vers d'autres articles de Wikipédia) sont à choisir avec parcimonie. Créez des liens vers des articles approfondissant le sujet. Les termes génériques sans rapport avec le sujet sont à éviter, ainsi que les répétitions de liens vers un même terme.
- Les liens externes sont à placer uniquement dans une section « Liens externes », à la fin de l'article. Ces liens sont à choisir avec parcimonie suivant les règles définies. Si un lien sert de source à l'article, son insertion dans le texte est à faire par les notes de bas de page.
- La présentation des références doit suivre les conventions bibliographiques. Il est recommandé d'utiliser les modèles {{Ouvrage}}, {{Chapitre}}, {{Article}}, {{Lien web}} et/ou {{Bibliographie}}. Le mode d'édition visuel peut mettre en forme automatiquement les références.
- Insérer une infobox (cadre d'informations à droite) n'est pas obligatoire pour parachever la mise en page.

Pour une aide détaillée, merci de consulter Aide:Wikification.
Si vous pensez que ces points ont été résolus, vous pouvez retirer ce bandeau et améliorer la mise en forme d'un autre article.
 (juillet 2024).
Si vous disposez d'ouvrages ou d'articles de référence ou si vous connaissez des sites web de qualité traitant du thème abordé ici, merci de compléter l'article en donnant les références utiles à sa vérifiabilité et en les liant à la section « Notes et références ».
Le prix Bob Morane est un prix littéraire belge créé en 1999 par Marc Bailly. Il est décerné par un jury composé de professionnels francophones de la littérature (écrivains, journalistes, critiques, directeurs de collections). Il tire son nom de l'aventurier fictif Bob Morane.

## Liste des lauréats[3]

### 2025
- Roman francophone : Et chaque fois mourir un peu (tomes 1 et 2), de Karine Giebel, Éditions Récamier.
- Roman étranger : Le Sang des innocents de S. A. Cosby, Éditions Sonatine (traduit par Pierre Szczenier).
- Nouvelle : Anthologie des Utopiales 2024, Éditions ActuSF.

### 2024
- Roman francophone[4] : Rocky, dernier rivage de Thomas Gunzig, Au Diable Vauvert.
- Roman étranger[4] : Le silence de Dennis Lehane, Gallmeister (traduit par François Happe).
- Nouvelle[4] : Déguster le noir de 13 auteurs, Éditions Belfond.

### 2023
- Roman francophone : Aliana de Philip Le Roy, Cosmopolis.
- Roman étranger : Maître des Djinns de P. Djeli Clark, L’Atalante (traduit par Mathilde Montier).
- Nouvelle : Dix légendes des âges sombres de Jean-Marc Ligny, L’Atalante.

### 2022
- Roman francophone : Le Cavalier du Septième Jour par Serge Brussolo ;
- Roman étranger : Golden state par Ben H. Winters (traduit par Éric Holstein) ;
- Nouvelles : Évolution(s) par Jocelyn Witz.

### 2021
- Roman francophone : Heureux qui comme Alyce par Jérémy Bouquin ;
- Roman étranger : Genèse de la cité par N. K. Jemisin (traduit par Michelle Charrier) ;
- Nouvelles : Chambres noires par Karine Giebel.

### 2020
- Roman francophone : Danse avec les lutins par Catherine Dufour ;
- Roman traduit :  Défaillances systèmes par Martha Wells (traduit par Mathilde Montier) ;
- Nouvelle : Mémoires vivaces par Christophe Corthouts et L'Espace, le temps et au-delà par Bruno Pochesci ;
- Coup de cœur : Anthologie des dystopies : Les Mondes indésirables de la littérature et du cinéma par Jean-Pierre Andrevon.

### 2019
- Roman francophone : Les Nuages de Magellan par Estelle Faye ;
- Roman traduit :  Underground Airlines par Ben H. Winters (traduit par Éric Holstein) ;
- Nouvelle : Signal d'alerte : Fictions courtes et dérangements par Neil Gaiman (traduit par Patrick Marcel) ;
- Coup de cœur : SOS terre et mer par Philippe Caille, Béatrice Candy-Bercetche & Samuel Minne, éds.

### 2018
- Roman francophone : Satinka par Sylvie Miller ;
- Roman traduit :  Tous nos contretemps par Elan Mastai (traduit par Jean Bonnefoy) ;
- Nouvelle : Faux-semblance par Olivier Paquet ;
- Coup de cœur : Crimes, Aliens et Châtiments par Pierre Bordage, Laurent Genefort et Laurent Whale.

### 2017
- Roman francophone : Manhattan Marilyn par Philippe Laguerre ;
- Roman traduit :  Les Enfermés par John Scalzi  (traduit par Mikael Cabon) ;
- Nouvelle : Il sera une fois par Southeast Jones ;
- Coup de cœur : L’Exégèse par Philip K. Dick.

### 2016
- Roman francophone : Sous la colline par David Calvo ;
- Roman traduit :  La Justice de l'ancillaire par Ann Leckie  (traduit par Patrick Marcel) ;
- Nouvelle : Asulon par Li-Cam ;
- Coup de cœur : Jadis.

### 2015
- Roman francophone : Je suis ton ombre par Morgane Caussarieu ;
- Roman traduit :  Nexus par Ramez Naam  (traduit par Jean-Daniel Brèque) ;
- Nouvelle : L’Opéra de Shaya par Sylvie Lainé ;
- Coup de cœur : Clameurs – Portraits voltés.

### 2014
- Roman francophone : Rainbow Warriors par Ayerdhal ;
- Roman traduit :  Les Insulaires par Christopher Priest  (traduit par Michelle Charrier) ;
- Nouvelle : Cru par luvan ;
- Coup de cœur : Steampunk, de vapeur et d'acier par Didier Graffet et Xavier Mauméjean.

### 2013
- Roman francophone : Vestiges par Laurence Suhner ;
- Roman traduit :  La Fille automate par Paolo Bacigalupi  (traduit par Sara Doke) ;
- Nouvelle : Le Train de la réalité par Roland C. Wagner ;
- Coup de cœur : L'intégrale Omale par Laurent Genefort.

### 2012
- Roman francophone : D'Or et d'émeraude par Éric Holstein (Mnémos) ;
- Roman traduit : Zone de guerre par Dan Abnett (Eclipse, traduction de Julien Drouet) ;
- Nouvelle : Mégalomanie par Alain Dartevelle (dans Amours sanglantes (L'Âge d'homme)) ;
- Coup de cœur : Griffe d'encre, pour l'ensemble de son travail.

### 2011
- Roman francophone : Plaguers par Jeanne-A Debats (L’Atalante) ;
- Roman traduit : Le Fleuve des dieux par Ian McDonald (Denoël, traduction de Gilles Goullet) ;
- Nouvelle : Rempart par Laurent Genefort (dans Bifrost no 58) ;
- Coup de cœur : Les Contrées du rêve par H. P. Lovecraft (Mnémos).

### 2010
- Roman francophone : Le Déchronologue par Stéphane Beauverger (La Volte) ;
- Romans traduit : En panne sèche par Andreas Eschbach (L’Atalante) ;
- Nouvelle : La Déesse noire et le diable blond et l’ensemble du recueil La Créode et autres récits futurs par Joëlle Wintrebert (Le Bélial) ;
- Coup de cœur :  Rivière blanche, pour ses 5 ans et son dynamisme.

### 2009
- Roman francophone : Le Commando des Immortels par Christophe Lambert (Fleuve Noir) ;
- Roman traduit : Terreur par Dan Simmons (Robert Laffont) ;
- Bande dessinée francophone : Une brève histoire de l'avenir par Pécau/Damien (Delcourt) ;
- Bande dessinée traduite : Les Bienveillantes par Neil Gaiman (Panini Comics) ;
- Nouvelles : L’Homme qui dessinait des chats par Michael Marshall Smith (Bragelonne) ;
- Coup de cœur : Lucie Chenu, pour son activité d’anthologiste.

### 2008
- Roman francophone : Leçons du monde fluctuant par Jérôme Noirez (Denoël) ;
- Roman traduit : Ta-Shima par Adriana Lorusso (Bragelonne) ;
- Bande dessinée francophone : Genetiks par Jean-Michel Ponzio et Richard Marazano (Futuropolis) ;
- Bande dessinée traduite : Death Note par Takeshi Obata et Tsugumi Ōba (Kana) ;
- Nouvelles : (Pro)Créations, anthologie présentée par Lucie Chenu (Glyphe) ;
- Coup de cœur : la revue Bifrost.

Distinctions honorifiques décernées à l'occasion des dix ans du prix
- Meilleur auteur francophone des 10 dernières années : Pierre Bordage ;
- Meilleur auteur traduit des 10 dernières années : Stephen Baxter ;
- Meilleurs lauréats des 10 années précédentes :
  - Roman francophone : Le Goût de l'immortalité par Catherine Dufour (Mnémos) ;
  - Roman traduit : Des milliards de tapis de cheveux par Andreas Eschbach (L'Atalante) ;
  - Nouvelles : La Tour de Babylone par Ted Chiang (Denoël) ;
  - Bande dessinée : Deliah (Capricorne 3) par Andreas (Lombard).

### 2007
- Roman francophone : Aqua TM par Jean-Marc Ligny (L'Atalante) ;
- Roman traduit : Les Sentinelles de la nuit par Sergueï Loukianenko (Albin Michel) ;
- Bande dessinée francophone : La Forêt de l’oubli par Nadja (Gallimard) ;
- Bande dessinée traduite : Gloomcookie par Ted Naifeh (Akileos) ;
- Nouvelles : La Tour de Babylone par Ted Chiang (Denoël) ;
- Coup de cœur : Chasseurs de chimères, l’âge d’or de la science-fiction française, anthologie présentée par Serge Lehman, (Omnibus/SF).

### 2006
- Roman francophone : Le Goût de l'immortalité par Catherine Dufour (Mnémos) ;
- Roman traduit : Les Îles du Soleil par Ian R. MacLeod (Gallimard) ;
- Bande dessinée francophone : Comix Remix par Bourhis (Dupuis) ;
- Bande dessinée traduite : Remains par Niles / Dwyer (Bamboo) ;
- Nouvelles : L'Âme des sondeurs par Jacques Barbéri (dans Bifrost no 37) ;
- Coup de cœur : projet de fresque historico-fantastique de Jean-Marc Ligny et Patrick Cothias, au Fleuve noir.

### 2005
- Roman francophone : La Lune n'est pas pour nous par Johan Heliot (Mnémos) ;
- Roman traduit : Le Livre de Cendres par Mary Gentle (Denoël) ;
- Nouvelle : Chimères ! par Ugo Bellagamba (dans Bifrost no 36) ;
- Bande dessinée francophone : Zelda (Hauteville house — 1) par Carole Beau, Fred Duval, Thierry Gioux et Christophe Quet (Delcourt) ;
- Bande dessinée traduite : 1602 (Complots et Maléfices et Le Secret des Templiers) par Neil Gaiman et Andy Kubert (Marvel/Panini) ;
- Coup de cœur : les collections « Terres fantastiques » et « Terres mystérieuses », créées et dirigées par Xavier Legrand-Ferronnière chez Terre de brume.

### 2004
- Roman français : La Saison de la sorcière par Roland C. Wagner (J'ai lu) ;
- Roman étranger : Le Mythe d'Er ou le dernier voyage d'Alexandre le Grand par Javier Negrete (l'Atalante) ;
- Nouvelle : Obsidio. Johan Heliot (dans le recueil Obsidio) (Denoël) ;
- Bande dessinée : Dracula tome 1 par Hippolyte d'après l'œuvre de Bram Stoker (Glénat) ;
- Coup de cœur : le lancement de la collection de bandes dessinées « Insomnie » chez Delcourt.

### 2003
- Roman francophone : La Ligue des héros ou Comment lord Kraven ne sauva pas l'empire par Xavier Mauméjean (Mnémos) ;
- Roman traduit : American Gods par Neil Gaiman (Au diable vauvert) ;
- Nouvelle francophone : Aux portes d'Aleph-deux par Colin Marchika In Les Poubelles du Walhalla (Mnémos) ;
- Bande dessinée : L'Expédition (les Mondes d'Aldébaran, cycle 2 : Bételgeuse — 3) par Leo (Dargaud) ;
- Prix spécial : la collection « Autres mondes », créée et dirigée par Denis Guiot chez Mango jeunesse.

### 2002
- Meilleur roman francophone : L'Évangile du serpent par Pierre Bordage (Au diable vauvert) ;
- Meilleur roman étranger : La Folie de Dieu par Juan Miguel Aguilera (Au diable vauvert) ;
- Meilleure nouvelle : Journal d'un clone par Gudule (dans Les Visages de l'humain) (Mango jeunesse) ;
- Meilleure bande dessinée : Tirésias — 1 et 2 (L'Outrage et La Révélation) par Serge Le Tendre et Christian Rossi (Casterman) ;
- Coup de cœur : Les éditions de l'Oxymore pour la qualité de l'ensemble de leurs publications.

### 2001
- Meilleur roman francophone : L'Ogresse par Michel Pagel (Naturellement) ;
- Meilleur roman étranger : Sans parler du chien par Connie Willis (J'ai lu) ;
- Meilleure nouvelle : La Méridienne des songes par Jean-Jacques Nguyen in Escales 2001 (Fleuve noir) ;
- Meilleure bande dessinée : Le Capitaine écarlate par David B. et Emmanuel Guibert (Dupuis - Aire libre) ;
- Coup de cœur : Manchu pour la qualité de ses couvertures de livre.

### 2000
- Meilleur roman francophone : Confessions d'un automate mangeur d'opium par Fabrice Colin et Mathieu Gaborit (Mnémos) ;
- Meilleur roman étranger, ex æquo :
  - Des milliards de tapis de cheveux par Andreas Eschbach (l'Atalante) ;
  - Les Biplans de D'Annunzio par Luca Masali (Fleuve noir) ;
- Meilleure nouvelle : Contre la fatalité par Magali Ségura In Légendaire (Mnémos) ;
- Meilleure bande dessinée : Le Désespoir d'une ombre (Koblenz — 1) par Thierry Robin (Delcourt) ;
- Coup de cœur : Agone. Jeu de rôle par l'équipe de Multisim d'après les Chroniques des crépusculaires par Mathieu Gaborit et illustré par Julien Delval.

### 1999
- Meilleur roman francophone : Aucune étoile aussi lointaine par Serge Lehman (J'ai lu) ;
- Meilleur roman étranger : Les Vaisseaux du temps par Stephen Baxter (Robert Laffont) ;
- Meilleure bande dessinée : Deliah (Capricorne — 3) par Andreas (Lombard).